# Општина Саваршин
Саваршин (рум. Săvârşin) општина је у Румунији у округу Арад.
Oпштина се налази на надморској висини од 289 m.